# Prioritat de Marc

D'acord amb la hipòtesi de la prioritat de Marc, l'Evangeli segons Marc va ser escrit primer i després utilitzat com a font de l'Evangeli segons Mateu i segons Lluc.

La prioritat de Marc és la hipòtesi que l'Evangeli segons Marc va ser el primer dels tres evangelis sinòptics a escriure's i que es va fer servir com a font per als altres dos, el de Mateu i el de Lluc. Aquesta hipòtesi és central en la discussió del problema sinòptic, la qüestió de la relació documental entre aquests tres evangelis.
La prioritat de Marc ha estat acceptada per la majoria dels estudiosos des de finals del segle xix i constitueix la base per a l'acceptada teoria de les dues fonts, tot i que alguns erudits donen suport a diferents formes de prioritat marquiana i altres la rebutgen completament.

## Història

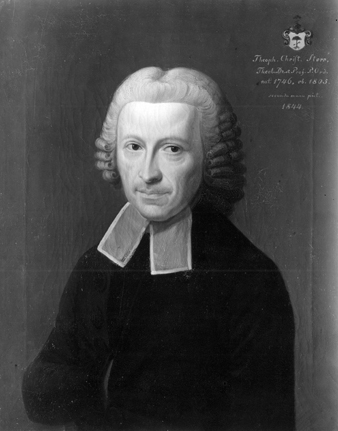
Gottlob Christian Storr

La tradició transmesa pels Pares de l'Església considerava l'Evangeli segons Mateu com el primer evangeli escrit. Aquesta visió dels orígens de l'Evangeli, tanmateix, va començar a qüestionar-se al segle xix, quan Gottlob Christian Storr va proposar el 1786 que el de Marc va ser el primer a ser escrit. la idea de Storr es va topar amb poca acceptació en un primer moment, atès que la majoria dels estudiosos afavorien ja fos la prioritat de Mateu, sota la hipòtesi tradicional agustiniana o la hipòtesi de Griesbach, o bé una teoria fragmentària (segons la qual, les històries sobre Jesús es van registrar en diversos documents i llibres més petits que es van anar combinant per crear els sinòptics). Treballant dins de la teoria fragmentària, Karl Lachmann el 1835 va comparar els evangelis sinòptics per parells i va assenyalar que mentre que en l'ordre dels passatges Mateu concordaven amb freqüència amb Marc contra Lluc i Lluc concordava sovint amb Marc contra Mateu, Mateu i Lluc concordaven poc entre si contra Marc. Lachmann va deduir-ne que Marc conservava millor un ordre relativament fix d'episodis del ministeri de Jesús.
El 1838, dos teòlegs, Christian Gottlob Wilke i Christian Hermann Weisse, van estendre de manera independent el raonament de Lachmann concloent que Marc no només representava millor la font de Mateu i de Lluc, sinó també que Marc era la font de Mateu i Lluc. Les seves idees no van ser acceptades de seguida, però el suport de Heinrich Julius Holtzmann el 1863 d'una forma limitada de prioritat marquiana va fer que guanyés el suport general.
Va haver-hi molt de debat en el moment sobre si Mateu i Lluc van fer servir el propi Marc o algun proto-Marc. El 1899, J.C. Hawkins va abordar la qüestió amb una anàlisi estadística curosa i va advocar per la prioritat de Marc sense un proto-Marc, i altres erudits britànics van seguir-lo aviat reforçant l'argument, que després va rebre una gran acceptació.
Molts estudiosos al segle XX consideraven la prioritat de Marc ja no només una hipòtesi, sinó un fet establert. Això no obstant, nous desafiaments de B.C. Butler i de William R. Farmer van ser molt influents en la reactivació de la hipòtesi contrària de la prioritat de Mateu, i les últimes dècades han vist menys estudiosos d'acord amb la prioritat de Marc i més desitjosos d'explorar totes les alternatives possibles.

## Teories dependents

La teoria de les dues fonts, una de vàries construïdes sobre la prioritat de Marc, sosté que un document hipotètic Font Q també es va fer servir com a font independent de Mateu i Lluc.

Si s'accepta la prioritat de Marc, la següent pregunta lògica és com explicar l'extens material, uns dos-cents versets, compartit entre Mateu i Lluc, però no trobats gens en Marc. A més a més, hi ha centenars de casos en què els relats de Mateu i Lluc són paral·lels a la narració de Marc, però estan d'acord contra Marc en petites diferències. Les respostes diferents a aquesta pregunta donen lloc a diverses teories sinòptiques.
- La teoria més acceptada és la teoria de les dues fonts, segons la qual Mateu i Lluc van elaborar llur evangeli independentment cadascú tant de Marc com d'una altra font hipotètica, que els estudiosos han denominat Font Q. Aquest Q, llavors, va ser l'origen del material de la doble tradició, i moltes de les concordances de menor importància són casos en què tant Mateu com Lluc van seguir la versió de Q d'un passatge en comptes de Marc.
- La més important teoria alternativa dins de la prioritat de Marc és la hipòtesi de Farrer, segons la qual Lluc va ser elaborat directament no només de Marc, sinó també de Mateu. La doble tradició és llavors simplement porcions de Mateu que Lluc va optar repetir, per la qual cosa no hi ha necessitat de Q.
- Un híbrid d'aquestes dues teories és la teoria de les tres fonts, que postula tres fonts de Lluc: Marc, Q i Mateu.
- La hipòtesi de Wilke és semblant a la de Farrer però postula que Mateu va fer servir Lluc com una font (per tant, una posterioritat de Mateu), en comptes del contrari. Aquesta teoria té pocs seguidors.
- Una última teoria sosté que Mateu i Lluc no tenen cap relació literària més enllà de la seva dependència de Marc, sinó que cadascú complementa la triple tradició amb fonts orals.[18][19] On aquestes fonts orals es superposen entre si va sorgir la doble tradició, i on es superposen també amb Marc, van sorgir les concordances menors. Aquesta teoria, amb pocs partidaris, sol considerar-se com una variació de la teoria de les dues fonts, on Q no és un document, sinó un cos de material oral i, per tant, la fan dir teoria del Q oral.

## Alternatives

La teoria dels dos Evangelis, una alternativa destacada a la prioritat de Marc, sosté que Marc empra Mateu i Lluc com a fonts.

El rival més prominent a la prioritat de Marc és la posteritat de Marc, que sosté que Marc fa servir tant Mateu com Lluc com a font. Aquesta hipòtesi està més associada amb la teoria dels dos Evangelis, que postula una major prioritat de Mateu, això és, en ordre cronològic: Mateu-Lluc-Marc. Aquesta visió contempla que Marc va recollir en la seva majoria el material comú compartit entre Mateu i Lluc.
La prioritat de Mateu és també una característica de la hipòtesi agustiniana, que es diferencia mitjançant la col·locació de Marc al mig, és a dir, en ordre cronològic: Mateu-Marc-Lluc.
La prioritat de Lluc s'ha restablert en les últimes dècades en la forma complexa de la teoria de l'Escola bíblica de Jerusalem, que també col·loca Marc al mig. Aquí, Marc fa servir Lluc, després Mateu utilitza Marc però no Lluc, mentre que els tres sinòptics extreuen informació d'una traducció grega hipotètica d'una obra hebrea més antiga.
Algunes teories neguen una prioritat literària a qualsevol dels evangelis sinòptics, afirmant que, qualsevol que sigui el seu ordre cronològic de composició, cap d'ells no es basa en qualsevol dels altres. La teoria multi-font té a cada evangeli sinòptic combinant una mescla diferent de documents anteriors, mentre que la teoria de la independència nega qualsevulla relació documental i considera cada evangeli com una composició original que utilitza només les fonts orals.
Algunes variacions de la prioritat de Marc proposen una revisió addicional de Marc, un proto-Marc, si és anterior a l'Evangeli, o deutero-Marc, si és posterior, servint com a font a Mateu o a Lluc.

## Evidència
Els arguments a favor de la prioritat de Marc són generalment fets en contrast amb el seu principal rival, la prioritat de Mateu, posant èmfasi en la qüestió de si Mateu va ser una font per a Marc, o al contrari. L'evidència que dona suport a la prioritat de Marc és totalment interna.
Moltes línies d'evidència apunten a Marc com alguna mena de lloc especial en la relació entre els sinòptics, com el «terme mig» entre Mateu i Lluc. Però això podria significar que Marc és la font comuna dels altres dos o que es deriva d'ambdós, o fins i tot que és un intermediari en la transmissió d'un als altres; o dit altrament, molts d'aquests arguments poden donar suport tant a la prioritat de Marc com a les dels seus rivals. La cèlebre anomenada «fal·làcia de Lachmann» amb relació a l'ordre de perícopa en Marc, un cop es va fer servir per argumentar a favor de la prioritat de Marc, però actualment és vista com una observació en gran manera neutral.
Els arguments moderns a favor o en contra de la prioritat de Marc tendeixen a centrar-se en la plausibilitat redaccional, demanant, per exemple, si és més raonable que Mateu i Lluc poguessin haver estat escrits com si s'haguessin fet amb Marc a la mà; o que Marc podria haver estat escrit com si s'hagués fet amb Mateu i Lluc a la mà; i si cap justificació coherent no es pot discernir subjacent a l'activitat redaccional dels evangelistes posteriors.
També cal recordar, pel que fa a les qüestions de redacció detallada, que hi ha una incertesa en els texts evangèlics en si mateixos, com la crítica textual dels evangelis és encara un camp actiu, que ni tan sols pot decidir, per exemple, el final original de Marc. Tals qüestions sovint es creuen amb el problema sinòptic; per exemple, Streeter cèlebrement va rebutjar moltes de les concordances menors, tan problemàtiques per a la teoria de les dues fonts, apel·lant a la corrupció textual impulsada normalment per l'harmonització.

### Estil de Marc
L'estil de Marc del grec és únic entre els Evangelis, poc sofisticat i sense refinar, sovint incòmode i àdhuc incorrecte. Marc està ple de llatinismes, en modismes i en vocabulari. Tendeix a conjuntar verbs i frases senzilles amb καὶ (i); de fet, més de la meitat dels versets de Marc comencen amb καὶ. Marc és especialment aficionat a l'ús també d'εὐθὺς (immediatament) i πάλιν (de nou), amb freqüència fa servir expressions duals, i sovint prefereix el present històric. En essència, llavors, l'estil de Marc no és tant literari sinó més aviat col·loquial.
Els passatges paral·lels de Mateu i sobretot de Lluc tendeixen a estar en un estil més polit i eloqüent del grec literari. Quan Marc empra una paraula o expressió inusual, Mateu i Lluc sovint la substitueixen per una de més natural. Malgrat que sovint hi afegeixen material substancial, tendeixen a retallar els comiats i la verbositat de Marc i expressar-ne el significat de manera més concisa.
Els partidaris de la prioritat de Marc veuen això com que Mateu i Lluc milloren l'estil del material que incorporen de Marc. Els partidaris de la posterioritat de Marc, tanmateix, veuen que Marc refon material de Mateu i Lluc amb el seu estil peculiar, menys semblant al de l'elevada literatura i més en un estil viu, de ràpid moviment, propi de la predicació oral.

### Contingut no present a Marc
L'Evangeli segons Marc és, de llarg, el més curt, poc més de la meitat de la llargària de Lluc, i omet molt del que es pot trobar a Mateu i Lluc. De fet, mentre que la major part de Marc està inclosa als altres dos sinòptics, el material addicional compartit entre Mateu i Lluc per si sol és força extens.
Si bé la prioritat de Marc fàcilment veu Mateu i Lluc basant-se en Marc afegint-hi nou material, la posterioritat de Marc ha d'explicar algunes omissions sorprenents. Marc no té cap relat de la infància ni cap versió de la pregària del Senyor, per exemple.
Tampoc Marc no té més d'unes poques perícopes úniques. Això s'espera en la prioritat marquiana, on Mateu ha reutilitzat gairebé tot el que troba a Marc; però si Marc va escriure posteriorment, és més difícil d'explicar per què s'hi afegeix tan poc de material nou. Però la selecció de material de Marc ha d'explicar-se en qualsevol dels casos, si no és que cal creure que Marc no sabia res més sobre Jesús del que va escriure. Bauckham argumenta que el contingut de Marc es limita a allò del que el propi Pere va ser testimoni, o almenys, el que havia après dels col·laboradors de confiança. Powers argumenta que el propòsit de Marc és fonamentalment kerygmàtic, i li cal mantenir l'atenció dels estrangers que escoltaven l'Evangeli predicat per primer cop, per la qual cosa va centrar-se en qui era Jesús i el que va fer, deixant de banda la mena de llargues ensenyances que dominen a la doble tradició i la majoria del material propi de Mateu. Així que, amb el procés de selecció de Marc millor entès, les seves omissions per se ja no es consideren com tals proves convincents per a la prioritat de Marc.

### Contingut únic de Marc
Hi ha molt pocs passatges de Marc sense paral·lel a Mateu i Lluc, la qual cosa els fa encara més significatius:
- La paràbola del creixement de la llavor (Marc 4, 26-29)
- La curació d'un sordmut a la Decàpolis (Marc 7, 31-37)
- La curació d'un cec a Betsaida (Marc 8, 22-26)
- El jove que va fugir nu (Marc 14, 51-52)

Si Marc prové de Mateu i Lluc, és difícil veure per què afegiria tan poc de material, si hi afegís res, i l'elecció de les addicions també és força estranya. D'altra banda, si Marc va escriure primer, és més fàcil veure per què Mateu i Lluc ometen aquests passatges. Aquestes dues curacions són les úniques als sinòptics que impliquen l'ús de saliva (exceptuant la curació del cec de naixement a Joan 9), i el fugitiu nu és un incident obscur sense significat o propòsit obvi.
Però això no conta la història per complet: Marc té (depenent del mètode de comptatge) uns 155 versets que no estan inclosos ni a Mateu ni a Lluc, gairebé una quarta part de la totalitat del seu evangeli. La majoria d'aquests són detalls omesos als passatges paral·lels, en comptes de diferents perícopes. De fet, tret del material d'aquests dos, gairebé cada perícopa a Marc és més llarga que els seus paral·lels a Mateu i Lluc. Un exemple il·lustratiu és la calma de la tempesta:
| Mateu 8, 23–25 | Lluc 8, 22–24 | Marc 4, 35–38 |
| --- | --- | --- |
| Jesús pujà llavors a la barca, i els seus deixebles el van seguir. Tot d'una es va aixecar en el llac una tempesta tan gran que les onades cobrien la barca. Però Jesús dormia. Ells van anar a despertar-lo i li deien: —Senyor, salva'ns, que ens enfonsem! | Un dia Jesús va pujar en una barca amb els seus deixebles i els digué: —Passem a l'altra riba del llac. I es feren llac endins. Mentre navegaven; Jesús s'adormí. Llavors caigué sobre el llac un temporal de vent, i els entrava tanta aigua que es trobaven en perill. Ells van anar a despertar-lo i li deien: —Mestre, mestre, ens enfonsem! Així que ell es despertà, va increpar el vent i les onades; i a l'instant es van calmar, i arribà la bonança. | Aquell mateix dia, arribat el capvespre' Jesús diu als deixebles: —Passem a l'altra riba. Deixaren, doncs, la gent i se'l van endur en la mateixa barca on es trobava. L'acompanyaven altres barques. Tot d'una es va aixecar un gran temporal de vent, i les onades es precipitaven dins la barca fins al punt que ja l'omplien. Jesús era a popa, dormint amb el cap sobre un coixí. Ells el desperten i li diuen: —Mestre, no et fa res que ens enfonsem? |

Els detalls únics de Marc tendeixen a ser, per necessitat, els no essencials. La prioritat de Marc veu Mateu i Lluc retallant detalls narratius trivials a favor de l'extens material que desitjaven afegir en un altre lloc. Però sota la posterioritat de Marc, Marc deu haver afegit tots aquests detalls per fer les seves històries més vívides i clares. En qualsevol cas, Marc deu haver tingut una font independent (tradicionalment, Pere) que abasta gairebé tot el seu evangeli; però si és així, la posterioritat marquiana requereix un teixit complex i hàbil en conjunt d'aquesta font amb Mateu i Lluc, àdhuc dincs de les pregàries individuals, la qual cosa hauria estat una tasca difícil.

### Lectures difícils
Sovint, les diferències a Marc dels paral·lels de Mateu i Lluc són «lectures difícils», que semblen retratar Jesús o els apòstols de manera negativa o de maneres que un redactor posterior probablement trobaria desagradable. La prioritat de Marc sosté que aquestes lectures difícils tenien més probabilitats de ser originals de Marc, i després suavitzades o omeses quan Mateu i Lluc les van torbar, en comptes d'afegir-les Marc a les narracions on no hi eren.
Les lectures difícils notables úniques de Marc inclouen:
- «I no pogué fer allí cap miracle; tan sols va curar uns quants malalts, imposant-los les mans. I el sorprenia que no tinguessin fe. Jesús recorria els pobles del voltant i hi ensenyava» (Marc 6, 5-6) vs «I no va fer allí gaires miracles, perquè no tenien fe» (Mateu 13, 58).
- Jesús «va curar molts malalts que patien diverses malalties» (Marc 1, 34) vs «tots els malalts» (Mateu 8, 16; Lluc 4, 40).
- «Quan els seus familiars sentiren dir el que passava, hi anaren per endur-se'l, perquè deien: —Ha perdut el seny!» (Marc 3, 21; únic).
- A la tempesta al mar, els deixebles pregunten «no et fa res que ens enfonsem?» (Mac 4, 38) vs «salva'ns, que ens enfonsem!» (Mateu 8, 25; Lluc 8, 24). Jesús respon «Encara no teniu fe?» (Marc 4, 40) vs «Per què sou tan covards, gent de poca fe?» (Mateu 8, 26) o «On és la vostra fe?» (Lluc 8, 25).
- «[Referint-se als deixebles] estaven endurits els seus cors» (Marc 6, 52; 8, 17-18; únic).
- Jaume i Joan demanen seure al costat de Jesús al seu regne (Marc 10, 35) vs la seva mare és qui fa la demanda (Mateu 20, 20).

La posterioritat marquiana s'enfronta a la tasca més difícil d'explicar com canvia això Marc, però ho fa apel·lant a l'afició de Marc de tenir un gran detall i cruesa, contrastant les ensenyances de Jesús amb les actituds dels qui l'envolten.

### Ordre
Comparant l'ordre seqüencial de les perícopes paral·leles entre els tres sinòptics, la disposició sovint varia, però alguns patrons generals hi emergeixen. Marc gairebé sempre segueix Mateu i Lluc, i està d'acord amb el seu ordre, i amb un o amb l'altre quan estan en desacord. D'altra banda, els perícopes de la doble tradició compartida entre Mateu i Lluc mostren poca concordança en el seu ordre.
Aquestes observacions han estat estudiades en detall durant segles, però la dificultat ha estat en com interpretar-les. La prioritat de Marc veu aquest ordre com el suport a Mateu i Lluc a l'ordre de Marc; la posterioritat de Marc, tanmateix, considera aquest ordre com una prova que Marc va treure alternativament de Mateu i Lluc. Fins i tot la hipòtesi agustiniana sosté que Marc s'adapta a l'ordre de Mateu, i llavors Lluc s'adapta a l'ordre de Marc.

### Fatiga editorial
Goodacre enumera una sèrie d'ocasions en què sembla que Mateu o Lluc comencen alterant Marc, però es cansen i acaben copiant Marc directament, fins i tot quan fer-ho no és coherent amb els canvis que ja hi han fet.
Per exemple, Mateu és més precís que Marc als títols que ell dona als governants, i en un principi dona a Herodes Antipas el títol correcte de «tetrarca» (Mateu 14, 1), tanmateix, erròniament l'anomena «rei» (Mateu 14, 9) uns versets després, pel que sembla perquè estava copiant de Marc (Marc 6, 26) en aquell punt.
Un altre exemple és la versió de Lluc de la paràbola del sembrador, respecte de la llavor sembrada en terreny pedregós (Marc 4, 5-6; 16-17); Lluc 8, 6-13, on Lluc omet diversos elements de la paràbola, però després segueix Marc en la interpretació de la paràbola. Lluc diu simplement que la llavor es pansir per manca d'humitat i no menciona que la llavor brosta ràpidament, ni la seva manca d'arrels, ni que es va cremar pel sol; tanmateix, aquestes omissions es mantenen en la interpretació com, respectivament, rebent la paraula amb goig no tenint arrels fermes, i el temps de la temptació.
Aquest fenomen, juntament amb la manca de contraexemples de fatiga que té lloc en direcció oposada, dona suport a la prioritat de Marc.

### Nomenament de testimonis oculars
Quan Marc menciona algú pel seu nom, algú no conegut originàriament que podria haver quedat en l'anonimat, Bauckham argumenta que és a causa que amb la seva audiència en el moment podria referir-se a ells com testimonis vius. Diverses persones es nomenen només a Marc:
- Bartimeu (Marc 10, 46; Mateu 20, 30; Lluc 18, 35)
- Alexandre i Rufus (Marc 15, 21; Mateu 27, 32; Lluc 23, 26)
- Salomé (Marc 15, 40, 16, 1; Mateu 27, 55-56; 28, 1; Lluc 23, 49; 24, 10).

La situació inversa de Mateu o Lluc nomenant els omesos a Marc no es produeix mai. Si, com argumenta Bauckham, la raó de l'omissió d'aquests noms a Mateu i Lluc és que aquestes persones ja havien mort, aquest fenomen dona suport a la composició primera de Marc.

### Evidències externes
L'evidència patrística primerenca registra unes tradicions sobre els orígens dels evangelis sinòptics. Mai no indica que un evangeli va fer servir un altre com a font i mostra poca preocupació fins i tot per al seu ordre cronològic; l'atenció es va centrar més aviat en qui els va compondre i la seva autoritat apostòlica. L'evidència que hi ha quant a l'ordre de la composició o de la publicació es considera com un acord pràcticament unànime sobre la col·locació de Mateu primer.
La font rellevant més primerenca és Pàpies de Hieràpolis (c. 105), que té fragments que reporten dos fets notables, que van tenir ressò en la majoria de fonts posteriors. L'evangelista Marc, diu, va ser l'intèrpret de Pere i va compilar el seu evangeli de la predicació de Pere a Roma, que després va ser sancionat per Pere per al seu ús a les esglésies. Mateu, altrament, va escriure pel seu propi compte en «dialecte hebreu».
Aquesta menció de l'origen de Marc es veu com probablement genuí per molts estudiosos, tot i que no tots. Si és així, la font de Marc no és els altres dos sinòptics, sinó Pere; si no és que el propi Pere es basés en ells, com alguns proposen.
La curiosa afirmació que el logion de Mateu (com ho anomena Pàpies) va ser escrita en «dialecte hebreu», la forma ordinària per referir-se tant a l'hebreu com a l'arameu, ha estat molt discutida. La dificultat és que l'Evangeli segons Mateu està en grec i no sembla una traducció, ni es coneix cap versió original en hebreu. Alguns experts han argumentat que Pàpies simplement va voler dir «un estil semític» en grec. D'altres teòrics sinòptics han especulat sobre algun paper d'aquest logion com a font per als evangelis canònics; la hipòtesi, per exemple, que el Mateu canònic era una recensió de l'ús del logion, prenent també de l'Evangeli segons Marc, que va ser la base original per a la teoria de les dues fonts.
Efraïm de Síria (c. 350) és més explícit sobre les llengües dels evangelis: «Mateu en hebreu va escriure això, i vet aquí que es va convertir en grec […] Mateu va escriure l'Evangeli en hebreu; Marc en llatí de Simó a la ciutat de Roma; Lluc, en grec», i això es repeteix a moltes fonts posteriors. L'escriptura de Marc en llatí va poder haver sorgit només per inferència, però és cert que l'Evangeli segons Marc exhibeix tot de llatinismes, i alguns han argumentat que en veritat el Marc canònic va ser traduït d'un original llatí. La majoria dels estudiosos, tanmateix, rebutgen aquest punt de vista i consideren l'original grec.
Ireneu de Lió (c. 185), que coneixia l'obra de Pàpies, ofereix el primer informe existent dels orígens de Lluc i dels quatre evangelis junts:
Així Mateu, entre els hebreus en el seu propi dialecte, va donar a llum un escrit de l'Evangeli, mentre que Pere i Pau a Roma van anar evangelitzant i fundant l'església. Però després de la seva partida, Marc, el deixeble i intèrpret de Pere, va lliurar ell mateix el que va ser predicat per Pere fins a nosaltres per escrit. I Lluc, el seguidor de Pau, exposa en un llibre l'evangeli que va predicar ell mateix. Després Joan, el deixeble del Senyor i també el qui es va recolzar al seu pit, també va publicar l'Evangeli quan vivia a Efes d'Àsia.
És dubtós que Ireneu pretengui donar un ordre cronològic en aquest passatge, «mentre que» no té per què ser entès temporalment, i «després de la seva partida» no necessàriament indica el moment de la composició, sinó simplement que el testimoni dels apòstols va sobreviure per escrit, fins i tot després que ells mateixos se n'havien anat. En altres llocs Ireneu amb freqüència prefereix l'ordre Mateu-Lluc-Marc-Joan en abordar els evangelis junts, i aquest ordre es repeteix a partir d'aleshores de manera comuna en una àmplia varietat de fonts antigues. De fet, les primeres bíblies i cànons disposaven els quatre evangelis en moltes seqüències diferents, encara que la majoria col·loca Mateu en primer lloc entre els sinòptics.
Climent d'Alexandria (c. 195), que probablement també coneixia l'obra de Pàpies, té una declaració única i molt discutida que els evangelis amb les genealogies (és a dir, Mateu i Lluc) van ser «escrits abans», en contrast amb Marc. Farmer va assenyalar això com un suport a la posterioritat de Marc, però Carlson va argumentar que la paraula és millor interpretada com «publicats obertament», en contrast amb la circulació inicialment privada de Marc.
Orígenes (c. 250), deixeble de Climent que també coneixia l'obra d'Ireneu, enumera els evangelis de la següent manera: «Com va aprendre per tradició […] el primer escrit fou Mateu […] el segon, Marc […] el tercer, Lluc […] després de tots ells, Joan». La majoria dels lectors d'aleshores i ara han vist això com una declaració clara de la cronologia, tot i que alguns han posat en dubte que era la intenció d'Orígenes. En qualsevol cas, aquest ordre cronològic va ser cada cop més acceptat en aquell temps, i fonts posteriors van acceptar aquesta seqüència temporal.
Agustí d'Hipona (c. 400) recita aquest ordre cronològic tradicional i hi afegeix les seves pròpies inferències influents. Negant que cada evangelista escrigués en la ignorància dels seus predecessors, ell descriu Marc com «aparentment un assistent i compendiador» de Mateu. Més tard, a la mateixa obra, Agustí revisa la seva opinió i veu Marc com seguint no només Mateu, sinó també Lluc; Marc «camina amb ambdós». Això és de vegades vist com el primer suggeriment que un evangeli va fer servir un altre com a font, però no és del tot clar si Agustí tenia present alguna dependència literària.
En resum, l'evidència externa s'oposa a Mateu utilitzant Marc, atès que Mateu va ser escrit primer; i contra Marc, utilitzant directament Mateu; si no és que potser algun d'aquests evangelis canònics és una traducció al grec influenciada per l'altre. El consens patrístic, més aviat, era la independència literària. Però el valor d'aquesta evidència externa és incerta; la majoria dels experts sinòptics ho consideren de poc ajut i se centren gairebé exclusivament en l'evidència interna.